# Danny Doyle
Danny Doyle (* 1940 in Dublin, Irland; † 6. August 2019 in den USA) war ein irischer Folk-Musiker und Balladensänger.

## Jugend und erste Schritte als Musiker
Danny Doyle wurde in Dublin als eines von acht Kindern geboren. Er brach mit 14 Jahren die Schule ab und arbeitete daraufhin unter anderem am Pike Theater in Dublin als „Mädchen für alles“. Von den dort gastierenden Musikern lernte er alte irische Lieder und die traditionelle irische Musikszene kennen. Bald darauf begann er selbst durch Irland zu reisen und wurde mehr und mehr von der Musik der Clancy Brothers und der Dubliners beeinflusst, die auch auf dem Land beliebt war. 1965 ging Doyle für fast zwei Jahre nach England, wo er durch Clubs und Pubs tingelte und gelegentliche Auftritte hatte. Zurück in Irland, begann zunächst sein Bruder Michael Doyle ihn zu managen. Zu dieser Zeit verdiente er 40 Pfund pro Woche. Dann unterschrieb er einen Vertrag bei Mick Quinn, der gerade die Associated Ballroom Agency gegründet hatte und unter anderem auch die Wolfe Tones am Anfang ihrer Karriere begleitete.

## Durchbruch als Solo-Künstler
Um das nächste Level der irischen Folkszene zu erreichen, galt es eine Schallplatte aufzunehmen. Danny Doyles erste Single war Step it out Mary, die prompt von allen Radiostationen gespielt wurde und zwischen 1966 und 1967 elf Wochen lang in den irischen Charts vertreten war, mit Platz 4 als höchster Positionierung. Begünstigt durch das Revival traditioneller irischer Folk- und Balladenmusik zu dieser Zeit, konnte Doyle die Erfolgswelle nutzen. Seine zweite Single, Irish Soldier Laddie kam ebenfalls in die Top Ten der irischen Charts und erreichte einen respektablen Platz 7. Im Mai 1967 brachte er seine erste E.P. heraus, die jedoch floppte. Seine dritte Single dagegen, die nur eine Woche später erschien, wurde sein bis dahin größter Erfolg. Whiskey on a Sunday erreichte nach drei Wochen Platz 1 der irischen Charts.

## Bandmusiker
Im März 1972 gründete Danny Doyle gemeinsam mit der irischen Sängerin Maxi die Band „Music Box“ und versuchte damit den Sprung aus der Folkszene in die Tanzsäle zu schaffen. Begleitet wurden sie von Stuart Smith (Keyboards), Damien McKerr (Gitarre), Kevin Kennerly (Bass) und Tony Meehan (Saxophon) – letzterer nicht zu verwechseln mit Tony Meehan von den Shadows. Die beiden Stars, Doyle und Maxi, hatten genug Zugkraft, um die Tanzsäle zu füllen. Sie veröffentlichten jedoch in der Zeit ihrer Zusammenarbeit keine einzige Platte. Zudem trennten sie immer mehr ihre musikalischen Interessen: Maxi orientierte sich Richtung Popmusik (1973 hatte sie bereits für Irland mit einem Popsong am Eurovision Song Contest in Luxemburg teilgenommen), Doyle wollte hingegen Country-Musik machen. Im Juni 1974 verließ Maxi Music Box und gründete ihre Band  Maxi and Company, Danny Doyle gründete im Juli 1974 die Band  Country Music Box. Doyles Versuch, sich in der Country-Szene durchzusetzen, scheiterte. 1976 nahm er seine Solokarriere wieder auf und kehrte zurück zu seinen Irish-Folk-Wurzeln.

## Weitere Erfolge
Mit der Single Somewhere Somebody’s Waiting schaffte Doyle sein Comeback. Sie erreichte Platz 5 der irischen Charts. Seinen größten Plattenerfolg erzielte er 1978. Der Titel Dublin in the Rare Auld Times, der von Pete St. John ursprünglich für die Dublin City Ramblers geschrieben worden war, erreichte Platz 1 der irischen Charts, verdrängte dort nach nur einer Woche ABBA mit deren Song Take A Chance On Me, und hielt sich 12 Wochen lang an der Spitze. 1979 war Doyle der erste Sänger, der Pete St. Johns Song Fields of Athenry aufnahm und ihn in die Top Ten der Charts brachte. 1983 siedelte Danny Doyle in die USA über. Von dort aus tourte er durch die Welt, trat unter anderem in der Carnegie Hall in New York City und der Royal Albert Hall in London auf, und arbeitete mit dem Produzenten und Komponisten Bill Whelan zusammen. Insgesamt veröffentlichte er in seiner Karriere 25 Alben. Obwohl er zu diesem Zeitpunkt seine Karriere bereits beendet hatte, trat er noch einmal 2010 beim Milwaukee Irish Fest auf.